# Life as We Know It
Life as We Know It foi uma série americana que durou, na rede ABC, a temporada de 2004-2005. Criada por Gabe Sachs e Jeff Judah, a série foi baseada no livro Doing It do escritor britânico Melvin Burgess.

## Premissa
Passada no liceu de Woodrow Wilson em Seattle, Washington, Life as We Know It contava a história de adolescentes entre eles Dino Whitman (Sean Faris), estrela de hóquei no gelo do liceu. Dino tinha uma relação difícil com a namorada, Jackie Bradford (Missy Peregrym). A melhor amiga de Jackie era Sue Miller (Jessica Lucas), uma rapariga inteligente e muito competitiva. Os melhores amigos de Dino eram Ben Connor (Jon Foster), que escondia o romance que mantinha com a professora de Inglês, Monica Young (Marguerite Moreau); e Jonathan Fields (Chris Lowell), um rapaz muito nervoso, apaixonado pela fotografia, especialmente pela sua namorada, Deborah Tynan (Kelly Osbourne). Jonathan ficou ainda mais nervoso quando a mãe de Deborah se sentou com eles e teve uma conversa muito séria sobre sexo e as suas consequências.
Os pais de Dino separam-se devido ao romance que a mãe mantinha com o treinador de Dino. O pai, Michael D.B. Sweeney, e a mãe, Annie, Lisa Darr preferem separar de casa e Dino escolhe ir viver com pai inicialmente.

## Aclamação da crítica
A Variety chamou-lhe "uma bonita visão dos tempos de liceu…tão boa que imediatamente fazes espaço na prateleira para por a caixa de DVD uma vez que este tipo de programa será cancelado rapidamente. Por sua vez o TV Guide não gostou da série devido à sua "obsessão pelo sexo". O programa não aguentou mesmo e foi cancelado com apenas 11 espisódios transmitidos e 13 filmados.

## Elenco
- Sean Faris como Dino Whitman
- Jon Foster como Ben Connor
- Chris Lowell como Jonathan Fields
- Missy Peregrym como Jackie Bradford
- Jessica Lucas como Sue Miller
- Kelly Osbourne como Deborah Tynan
- Lisa Darr como Annie Whitman
- D.B. Sweeney como Michael Whitman
- Marguerite Moreau como Monica Young
- Sarah Strange como Mia Tynan
- Martin Cummins como Coach Dave Scott
- Evan Smith como Max Whitman
- Jessica Harmon como Zoe